# 半乳糖腦苷脂

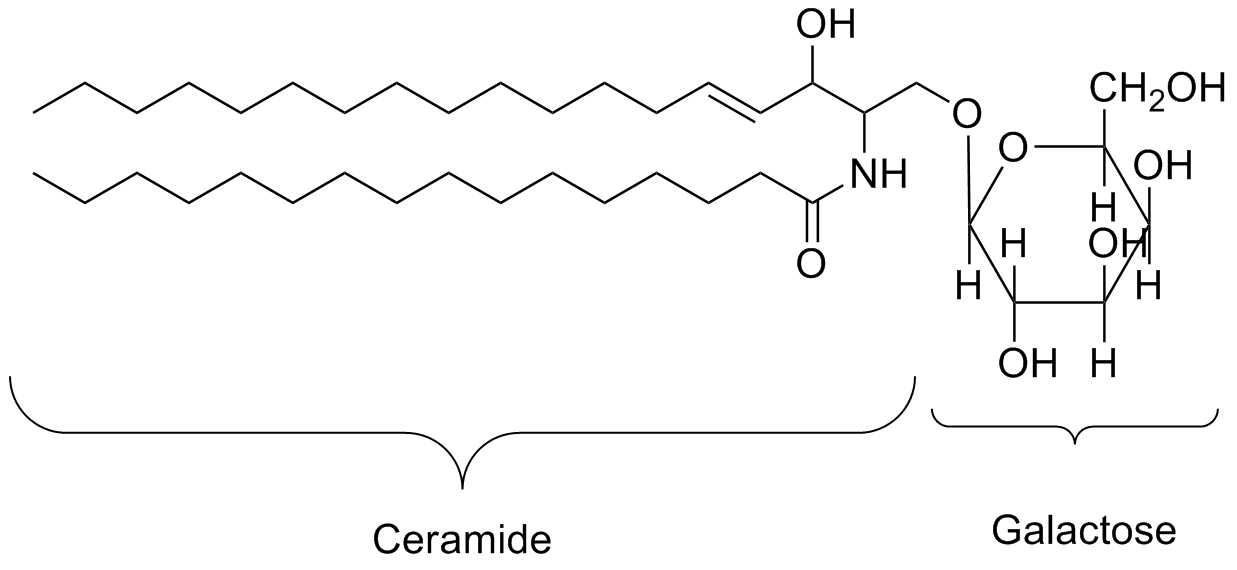
半乳糖腦苷脂的化學式

半乳糖腦苷脂（galactocerebroside、galactosylceramide）是一種包含由"部分1-羥基"(1-hydroxyl moiety)半乳糖殘基之神經酰胺(Ceramide)所組成的脑苷脂。
半乳糖是由半乳糖基神經酰胺酶(Galactosylceramidase)所裂解。
半乳糖腦苷脂是腦裡之少突神經膠質細胞(oligodendrocyte)的標記物，且無論它們是否形成髓磷脂。

## 附加圖像

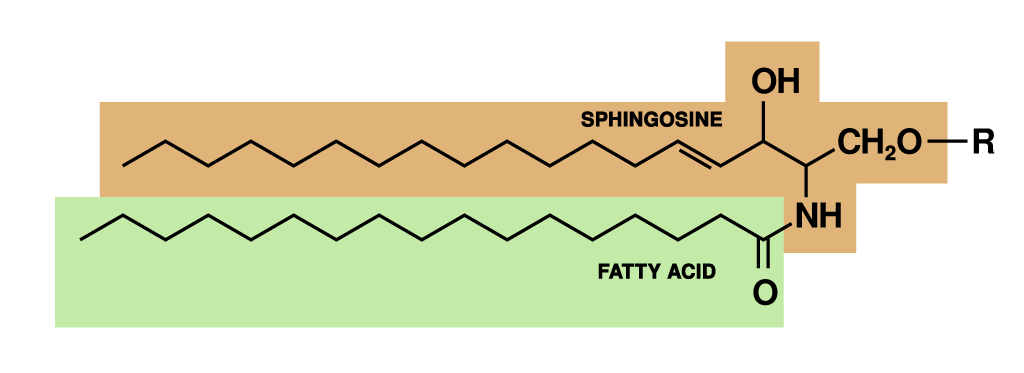
鞘類磷脂(Sphingolipids/glycosylceramides)
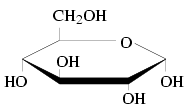
葡萄糖

## 外部連結
- 醫學主題詞表（MeSH）：Galactocerebrosides
- CHEMBL110111（页面存档备份，存于）
- image